# Hainrode (Thüringen)
Hainrode is een plaats en voormalige gemeente in de Duitse deelstaat Thüringen.De gemeente maakt deel uit van de Verwaltungsgemeinschaft Hainleite in het Landkreis Nordhausen.
Hainrode telt  inwoners.
De gemeente maakte deel uit van Verwaltungsgemeinschaft Hainleite tot deze op 1 januari 2019 werd opgeheven. Hainrode werd daarop opgenomen in de gemeente Bleicherode.

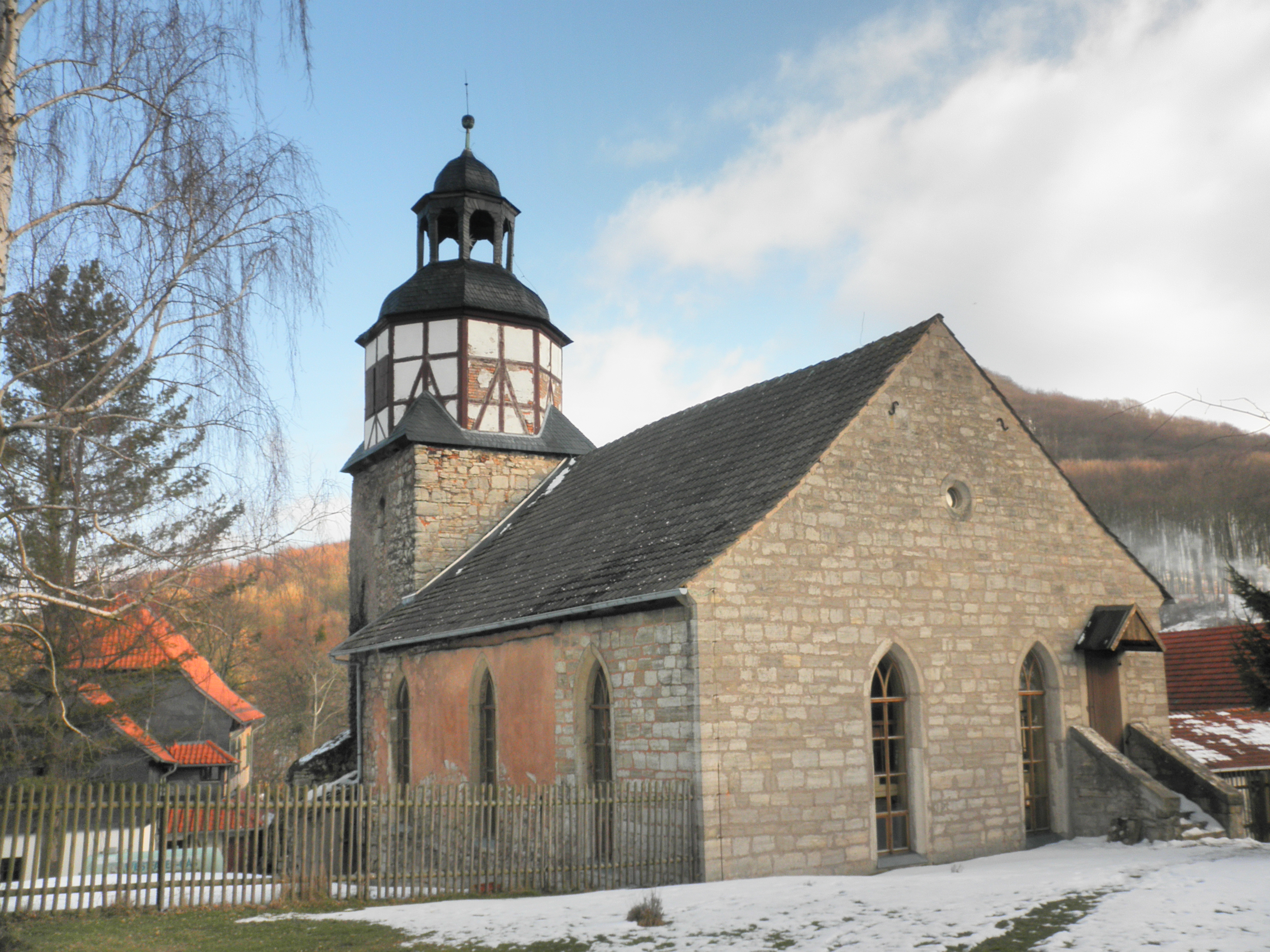
Dorpskerk

Bleicherode · Bliedungen · Elende · Etzelsrode · Friedrichsthal · Gratzungen · Hainrode · Helenenhof · Hünstein · Kinderode · Kleinbodungen · Königsthal · Kraja · Mitteldorf · Mörbach · Nohra · Oberdorf · Obergebra · Pustleben · Wernrode · Wipperdorf · Wollersleben · Wolkramshausen